# Álvaro Valente
Álvaro José Rodrigues Valente, mais conhecido simplesmente como Álvaro Valente ou Álvaro (São Paulo, 24 de setembro de 1931 — Guarujá, 21 de setembro de 1991) foi um futebolista brasileiro, que atuava como meia-atacante.
Era irmão do também futebolista Ramiro.

## Carreira

### Clubes
Nascido em São Paulo, foi criado no Guarujá, onde deu seus primeiros passos no futebol jogando pelo Guarujá Atlético Clube, mas foi revelado pelo Jabaquara e logo chegou ao time principal se tornou jogador do Santos em fevereiro de 1953.
Estreou no Santos em 3 de março de 1953, aos 21 anos, em um amistoso contra o Flamengo, na Vila Belmiro, onde marcou três gols na vitória santista por 4 a 3. A partir de outubro de 1953, deixaria de atuar como centroavante e se fixaria na meia, quando a camisa nove passaria para Del Vecchio. Encerrou a temporada com 17 gols marcados.
Participou a primeira partida do Alvinegro Praiano no exterior, em 21 de março de 1954, empate de 1 a 1 contra o Gymnasia y Esgrima de La Plata, Argentina. Em 1954, tornou-se o artilheiro da equipe, ao marcar 26 gols.
Em 15 de janeiro de 1956, abriu o marcador na vitória de 2 a 1 sobre o Taubaté, na Vila Belmiro, que deu ao time o título paulista de 1955, sendo eleito o melhor jogador do Campeonato Na campanha vitoriosa, fez dez gols.
Era um dos titulares no amistoso contra o Corinthians de Santo André, em 7 de setembro de 1956, jogo que marcou a estreia de Pelé entre os profissionais,
No segundo semestre de 1959, depois de três títulos paulistas e de ter participado da primeira excursão santista à Europa, Álvaro foi contratado pelo Atlético de Madrid. Atuou de 1959 a 1960 no clube, porém disputou apenas 12 partidas neste período e marcou três gols.
Ao retornar da Espanha, fez mais uma partida pelo Santos, no Torneio Rio-São Paulo. Em 289 partidas com a camisa alvinegra, Álvaro marcou 107 gols.

### Seleção Brasileira
Pela Seleção Brasileira fez nove jogos oficiais, um não oficial, e três gols. Foi campeão da Taça Oswaldo Cruz e disputou a Copa América de 1956.
Trabalhava como zelador de edifício quando passou a ter crises de diabetes, teve a perna amputada e acabou falecendo em 21 de setembro de 1991, três dias antes de completar 60 anos. Hoje seu nome batiza uma rua do Guarujá.

## Títulos
Santos
- Campeonato Paulista: 1955, 1956 e 1958[10][11]
- Torneio Rio-São Paulo: 1959[12]

Seleção Brasileira
- Taça Oswaldo Cruz: 1956